# فلیندرسیا لاویکارپا
فلیندرسیا لاویکارپا (نام علمی: Flindersia laevicarpa) نام یک گونه از تیره سدابیان است. این گونه بومی، پاپوآ گینه نو، پاپوآ غربی و کوئینز لند می باشد. 